# Necmi
Necmi [nedʒmi] ist ein türkischer männlicher Vorname arabischer Herkunft. Die weibliche Form des Namens ist Necmiye.

## Namensträger

### Vorname
- Necmi Gençalp (* 1960), türkischer Ringer
- Necmi Mutlu (* 1935), türkischer Fußballspieler und -trainer
- Necmi Onarıcı (1925–1968), türkischer Fußballspieler und -trainer
- Necmi Perekli (* 1948), türkischer Fußballspieler

### Familienname
- Ismail Necmi (* 1970), türkischer Filmregisseur und Fotograf